# Петрокаменский завод
Петрокаменский завод — чугуноплавильный и железоделательный завод на реке Нейва (Невья) при впадении в неё реки Каменка (с 1796 г. — в Екатеринбургском уезде Пермской губернии).

## История
Основан в 1789 года заводчиком Петром Саввичем Яковлевым в 33-х верстах ниже Невьянского завода.
18 марта 1805 года от пожара, занявшегося на дощатой фабрике, «сгорели кричные 4 с половиною молота, кузнечных горнов 8 и медеплавильная о двух печах фабрика со всеми принадлежностями…».
В 1809 году после кончины П. С. Яковлева, его наследники организовали Невьянское горнозаводское имение (с Главным правлением в С.-Петербурге), в которое вошли Невьянский, Петрокаменский и Быньговский заводы, рудники и лесная дача.
В 1906 году владельцы имения учредили Акционерное общество Невьянских горных и механических заводов. Закрыт в 1912 году.